# Pesca con mosca

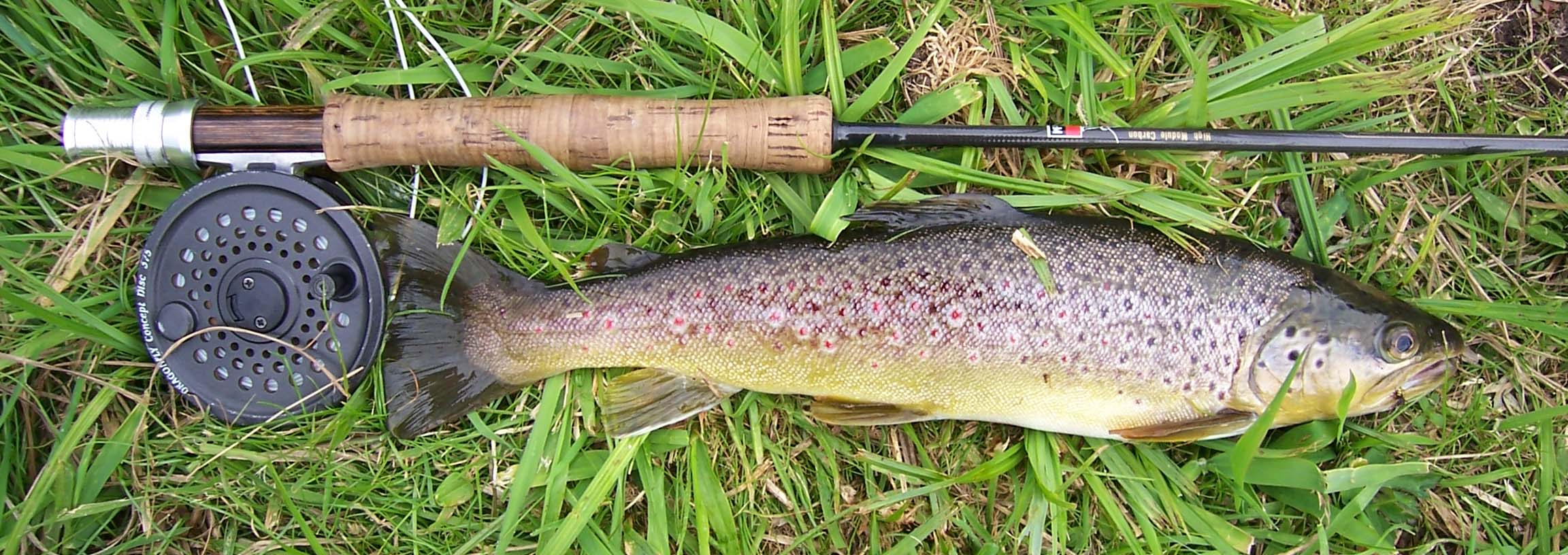
Trucha pescada con mosca.

La pesca con mosca (fly fishing, en inglés) es una modalidad de pesca que utiliza una caña y señuelo artificial llamado mosca. La pesca con mosca se practica usualmente en lagos, ríos y en el mar. También es conocida como pesca con cola de rata.

## Orígenes
Las primeras menciones de la pesca con mosca, citadas en antiguos escritos orientales, se remontan al parecer a 2000 años A.C., durante el periodo de la dinastía Shang, en donde se menciona el uso de moscas artificiales para capturar peces.
Sin embargo parece ser que se tiene universalmente aceptado que los orígenes se sitúan en Macedonia, en el siglo II a. C., donde un escritor de nombre Claudio Eliano (Claudius Ealian), que vivió entre los años 230 y 170 narra: 

... he oído hablar sobre la forma en que se pesca en Macedonia y es la siguiente: entre Baroca y Tasalónica corre un río que se llama Astracus y en él existen peces de piel moteada; estos peces se alimentan de ciertos insectos que son peculiares del lugar y revolotean sobre el río, cuando uno de estos peces se percata de la presencia del insecto, se sitúa debajo de él y nada despacio hacia la superficie del agua y lo atrapa de la misma manera que un lobo se lleva a una oveja de la granja. Los pescadores no usan a estos animales como cebo, ya que, cuando se les atrapa, pierden el color y las alas y, por lo tanto, dejan de tener atractivo como alimento. Envuelven pues, un anzuelo en lana roja y le añaden dos plumas blancas de gallo. Su caña es de dos metros de largo y la línea de la misma longitud. Lanzan este artificio al agua y el pez lo muerde quedando cautivo.

Es sabido que a principios del siglo XIII, textos alemanes mencionan la pesca de la trucha y de graylings usando un gancho emplumado. Otros textos desde 1360 identifican a la pesca con mosca como el método elegido por la gente del pueblo, a lo largo de una extensa área que abarcaba desde las llanuras suizas hasta lo que fue Siria.
Por lo menos, existe una docena de antiguos manuscritos que documentan la pesca con mosca en Gran Bretaña en los siglos XIV y XV, pero ninguno de estos textos describe las técnicas utilizadas, sino que se limitan a referenciar que este tipo de pesca se practicaba en escala relativamente amplia y con cierto nivel de sofisticación.
En España, la primera referencia escrita sobre el arte del montaje de moscas artificiales procede de la obra Diálogo del cazador y del pescador, publicada por Fernando Basurto en 1539, en la que el autor reivindica el arte de la pesca frente a la caza, y explica por primera vez el proceso de montaje de una mosca utilizando anzuelos de paleta, sedas para el cuerpo y plumas de capón para imitar las alas. La primera obra en la que su autor se detiene minuciosamente a hablar de este arte es el Manuscrito de Astorga, publicado en 1624 por Juan de Bergara. En él, se definen los diferentes tipos de plumas y cómo montar 33 modelos distintos de moscas. Dentro de las que cita el manuscrito, están las de los gallos indio y pardo de León, consideradas como unas de las mejores del mundo, y su mercado se extiende por muchos países como Argentina, Chile, República Checa, Francia, Japón, Estados Unidos o Noruega, entre otros. Esta obra fue comentada y aumentada en 1825 por Luis Peña, en la que eleva a 41 los señuelos posibles.

## Las técnicas
La técnica general es proyectar el señuelo con un movimiento de la caña, que es transmitido al sedal o línea a forma de látigo. El lanzamiento se basa principalmente en el tipo de sedal o línea y no en la mosca. Para el lanzamiento del señuelo se utiliza una caña ligera y especialmente flexible. Este lanzado consta de tres pasos básicos, lanzado hacia atrás, pausa y lanzado hacia adelante, a mayor distancia queramos lanzar el señuelo mayor tiempo de pausa habremos de realizar, importante es no sobrepasar la posición de las dos horas con la caña (sobre un imaginario reloj de manecillas) en la fase del lanzado hacía atrás.
Básicamente se pretende atraer al pez con un señuelo que imita, en este caso, a ninfas, pupas o insectos ahogados o secos, de una manera muy natural y delicada.
Existen distintos señuelos según el pez se encuentre cercano a la superficie, a media agua o cerca del fondo debido a las distintas fases evolutivas de los insectos acuáticos, ya sean larvas, ninfas, emergentes o insectos adultos. De ahí considerar los dos tipos de modalidades de pesca con cola de rata, a mosca ahogada (para larva, ninfa y emergente) o a mosca seca, cuando el insecto ha alcanzado su máxima madurez y por lo tanto ya es capaz de volar y posarse en el agua para depositar su puesta de huevos para la próxima generación de larvas.  

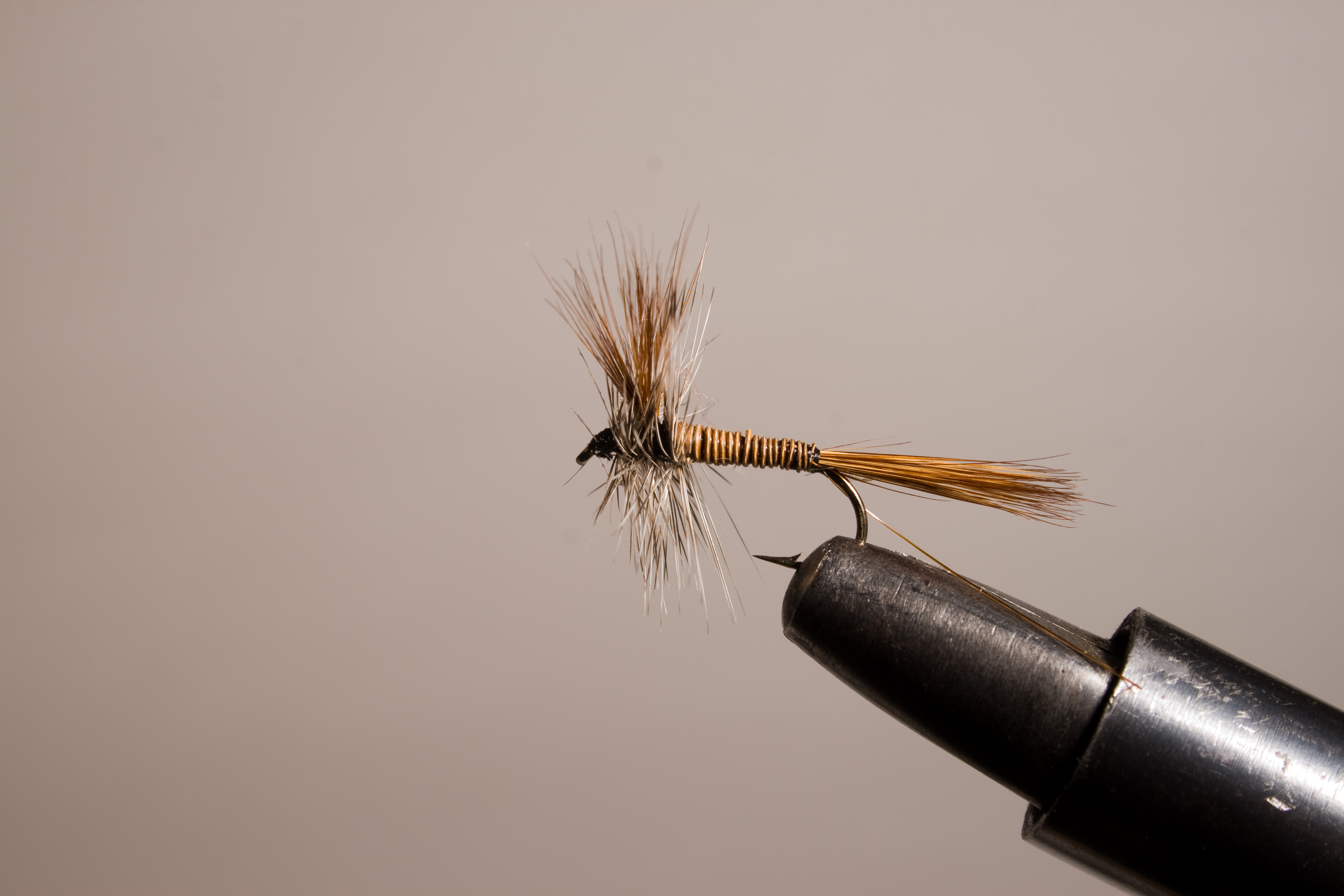
Mosca seca Adams.

- Pesca con Mosca Seca: Se trata que el señuelo flote sobre el agua tal como lo hacen los insectos. Para ello se emplean pelos y plumas que ayudan a la flotabilidad. Las tres moscas secas más populares son la Royal Wulff, Elk Hair Caddis y Adams.

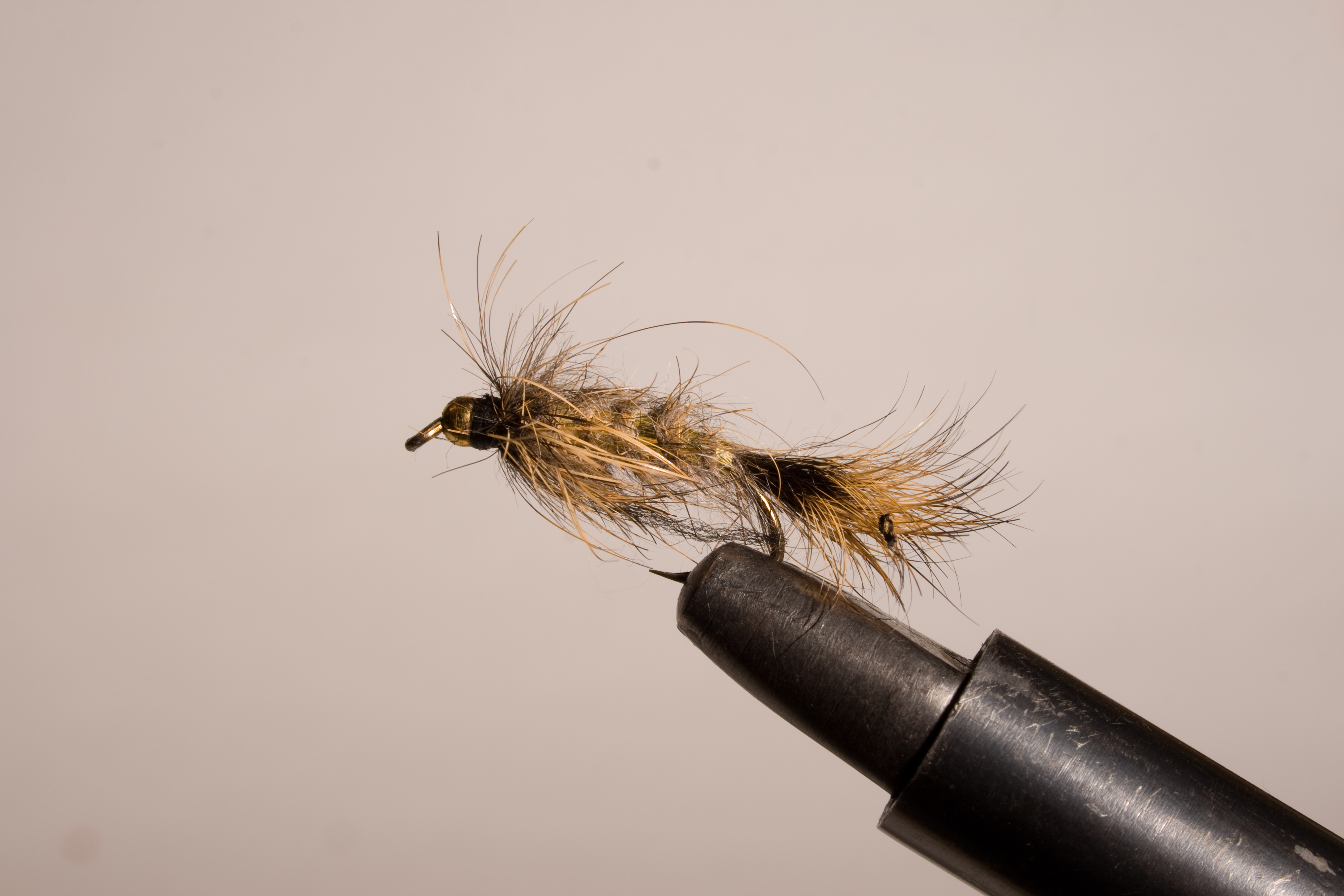
Mosca Ninfa Oreja de Liebre.

- Pesca con Ninfa: Se imita con el señuelo las larvas de las moscas en su periodo de vida acuático. La ninfa se fabrica más gruesa, con pocos pelos o plumas. Las tres ninfas básicas son: Zug Bug, Hare's Ear (Oreja de Liebre) y pheasant tail.

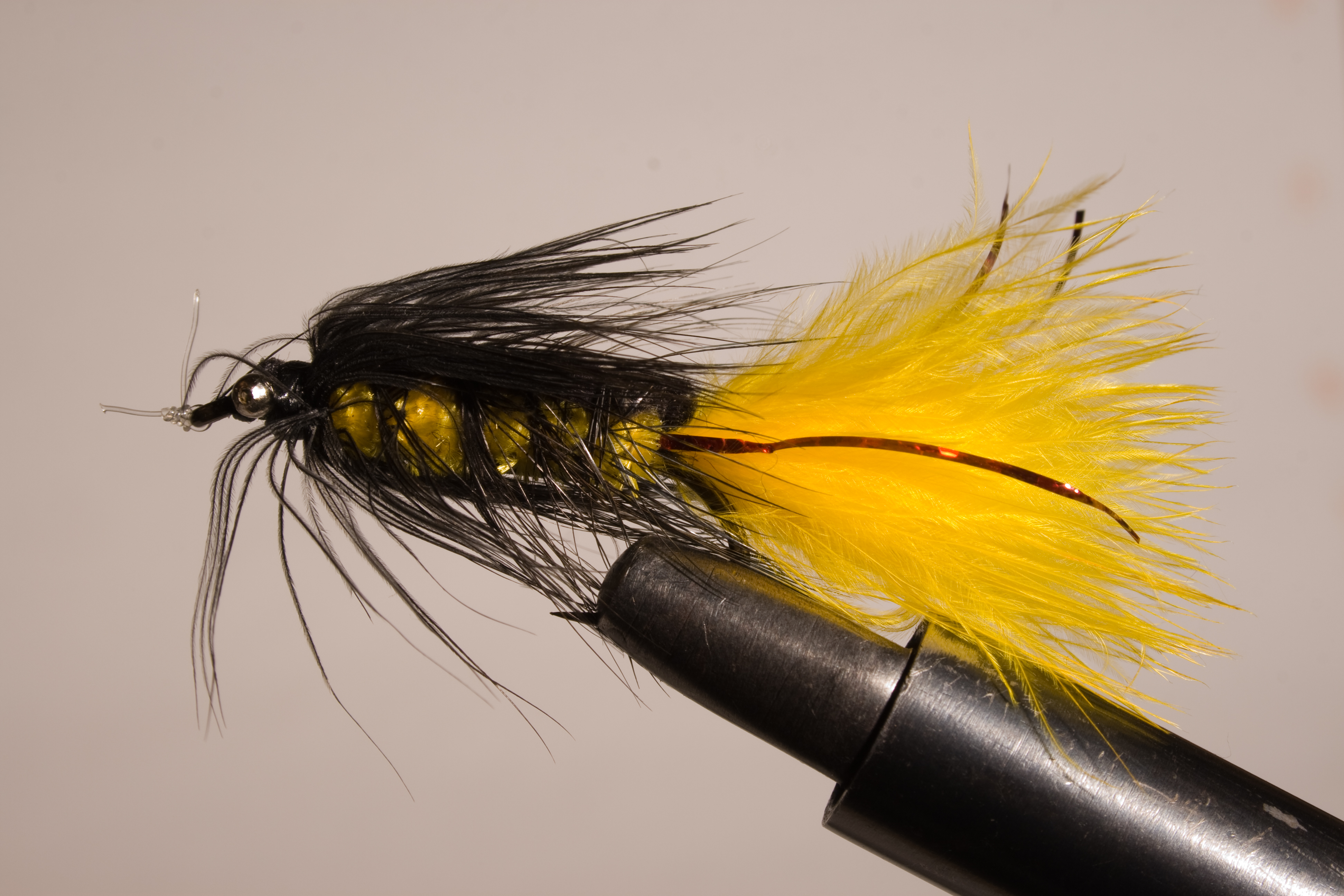
Mosca streamer Wooly Bugger.

- Pesca con Streamers: Es el señuelo más fácil de usar. Imita peces pequeños, crustáceos o cualquier cosa que comen las truchas. Los streamers más usados son: Zonker, Woolly Bugger, Marabou Muddler y Bucktails Streamers.

En la pesca con ninfa y streamers se utiliza un lastre (generalmente plomo o boya) para dar peso a las moscas y lograr profundidad al momento de pescar.
Y dentro de todas estas características, las moscas se pueden clasificar, además, en:
- Imitadoras.

- Atractoras.

## Modalidades
Con devolución o catch and release: es una modalidad de pesca, no solo de la pesca con mosca, en la que el pez capturado es liberado inmediatamente en el agua para que siga viviendo. En general el pescador de mosca se encuentra comprometido con la conservación de las especies ictícolas. Por otra parte, existen regulaciones con respecto a la devolución de los peces, que varían según los distintos países. Por ej. en Argentina, el reglamento de pesca de salmónidos dice que se deben devolver todos los peces capturados, salvo que esté expresamente aclarado lo contrario para algún ambiente en particular. En Chile también existen ríos, por ejemplo el Petrohue y el Calcurrupe en la XIV región de los Ríos, donde se obliga la devolución de especies; sin embargo, en la mayoría de ellos, la ley estipula un máximo de 3 piezas salmonídeas por pescador. En la actualidad se trabaja en la nueva ley de pesca para fomentar la pesca con mosca y la pesca con devolución.

## Equipo
Se utiliza un aparejo de pesca personal consistente en:
- Cañas: Se trata de cañas flexibles y ligeras, que se escogen en función de sus características, gusto del pescador, condiciones del lugar, el espécimen que se busca pescar y del peso de la línea empleada.

Las longitudes más adecuadas son entre los siete y once pies. Se emplean cañas fabricadas de bambú refundido, fibra de carbono, grafito, fibra de vidrio o materiales compuestos. Además se pueden clasificar por su acción de respuesta como rápida, (solo se dobla la punta delantera de la caña) media, (se dobla la punta y lo hace hasta la mitad de la caña aproximadamente) y lenta (se dobla casi toda la caña, hasta cerca de la empuñadura), la acción determinará la distancia que recorrerá la línea en función del tiempo y de la fuerza empleada sobre esta.
- Línea : Es la parte fundamental de esta modalidad de pesca. Se trata de un sedal con características especiales de grosor y peso. Pueden ser de seda o sintéticas. Es un sedal pesado que une la línea con el señuelo, que se denomina cola de rata, y que recibe este nombre porque su grosor va disminuyendo hasta llegar a la unión con la línea. Está especialmente diseñado para lanzar el señuelo – de peso mínimo – a gran distancia sin necesidad de añadir un lastre. Suele medir 27,4 metros. A la parte en que se ata la mosca en su punta se le llama leader, y su función es engañar al pez. A la extensión de la línea – que alarga los 27,4 metros de longitud – que permite dar más línea en caso de requerirlo se le llama backing. Existen líneas flotantes para pescar con mosca seca y líneas sumergibles a distintas profundidades. Las categorías de líneas más usadas son:
  - Rocket Taper: Tienen el peso en la punta y se utilizan para alcanzar distancia, son fáciles de lanzar y pertenecen a la categoría de WF.
  - Doble Taper: Tienen el peso al medio y las puntas delgadas, se utiliza para pescar en arroyos o riachuelos, se caracteriza por su presentación suave y delicada (DT).
  - Shooting Tapers: Tienen el peso en la punta y permiten alcanzar una gran distancia, más que el Rocket Taper. También es de la familia WF.

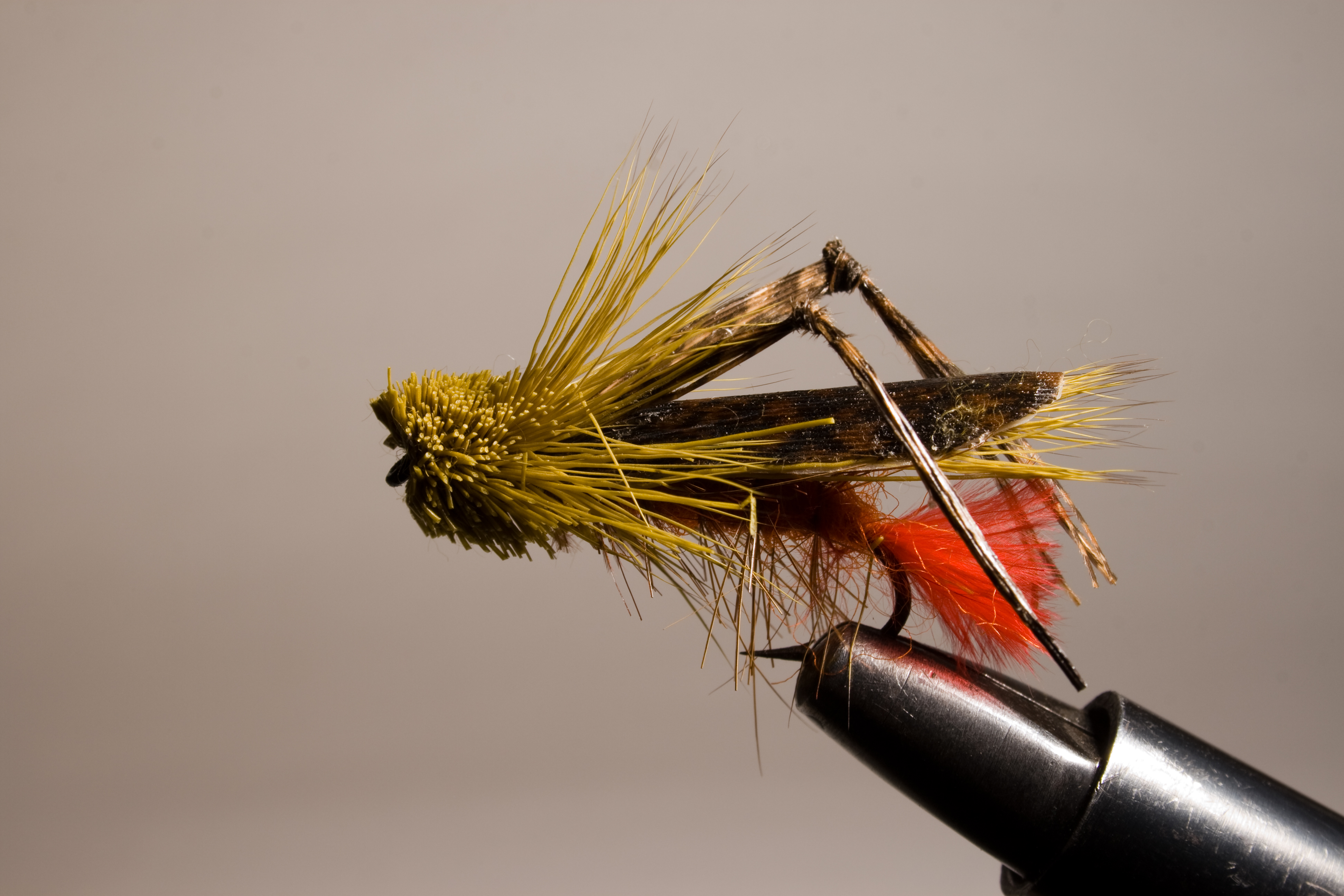
Mosca seca, imitación de un saltamontes.

- Moscas: Es el señuelo artificial que puede imitar a una mosca o cualquier cosa que coma el pez como otros insectos, crustáceos o pececillos. Es fabricado manualmente con materiales como hilo, plumas y diversos materiales sintéticos. Se caracteriza por el poco peso en relación con la línea.

- Carretes: Elemento que sirve para almacenar la línea, algunos carretes disponen de freno para facilitar el combate con el pez. El peso y dimensiones del carrete debe ser acorde a la caña.

- Vadeador: Prenda de material impermeable, desde los pies hasta el pecho, que permite al pescador introducirse en el seno del río sin mojarse, suelen fabricarse en PVC, neopreno u otro material. Los materiales transpirables, en general, son los más adecuados. Sin embargo en ríos de bajas temperaturas se prefiere el neopreno debido a su capacidad aislante.

## Especies de peces a pescar
Las especies que se pueden pescar mediante esta modalidad principalmente deben de ser predadores. Sobre todo se usó esta modalidad para la pesca de truchas de montaña más que nada ante la imposibilidad de pescar en otras modalidades debido a la gran claridad del agua y su escaso caudal, de ahí se fue derivando ya que los insectos son la mayor fuente de alimentación de este salmónido. Al generalizarse esta modalidad se ha ido extendiendo a otras especies debido a su voracidad o hábitos alimenticios. De entre las más pescadas y representativas se pueden destacar:
- Truchas
- Salmones
- Carpas
- Lucios
- Black bass
- Barbos
- Reos (Trucha marina)
- Pejerreyes
- Dorados
- Tarariras
- Varias especies marinas como tarpon (sábalo), Bonefish (macabi), Jacks (jureles), snook (róbalo) y barracuda, en zonas tropicales. En otras áreas, como Uruguay, se pueden capturar corvinas, pejerreyes, lenguados y lisas.